# Еухеніо Дольмо Флорес
Маріо Еухеніо Дольмо Флорес (ісп. Mario Eugenio Dolmo Flores; нар. 31 липня 1965, Пуерто-Кортес, Гондурас) — колишній гондураський футболіст, нападник, відомий з виступів за клуби «Сантос Лагуна», «Олімпія» і збірну Гондурасу.

## Клубна кар'єра
Флорес почав кар'єру в клубі «Платенсе» з рідного міста.
У 1985 році він покинув батьківщину і сезон відіграв у гватемальській команді «Сучітепекес».
У 1986 році Дольмо перейшов в «Олімпію» з міста Тегусігальпа. З новою командою Флорес двічі виграв чемпіонат Гондурасу і завоював Кубок чемпіонів КОНКАКАФ.
У 1989 році Дольмо перейшов мексиканський клуб «Сантос Лагуна», де провів три сезони. Після відходу з «Сантоса» він пограв за «Петролеру», костариканський «Алахуеленсе» і перуанський «Універсітаріо».
У 1995 році Флорес повернувся в «Олімпію». Повернення вийшло тріумфальним: Дольмо знову двічі став чемпіоном, а також допоміг клубу завоювати Кубок і Суперкубок Гондурасу. В Тегусігальпі він провів чотири сезони.
Після відходу з «Олімпії» Флорес грав за «Бронкос», «Ісідро Метапан», «Вікторію» з міста Ла-Сейба і нікарагуанський «Реал Естелі», в якому у 2003 році він завершив кар'єру.

## Міжнародна кар'єра
У 1988 році Флорес дебютував за збірну Гондурасу. У 1991 році Долмо був включений в заявку на участь у розіграші Золотого кубка КОНКАКАФ. На турнірі він зіграв у матчах проти збірних Канади, Ямайки, Мексики, Коста-Рики та США. В поєдинках проти канадців і коста-риканців Дольмо забив свої перші голи за національну команду і допоміг їй виграти срібні медалі.
У 1993 році Флорес вдруге взяв участь у розіграші Золотого кубка КОНКАКАФ. На турнірі він зіграв проти команд Панами, Ямайки і США.
У 1996 році Дольмо в третій раз виступав на Золотому кубку КОНКАКАФ. На цей раз він взяв участь в матчах проти Канади і Бразилії.
Широко став відомий конфлікт Флореса з мексиканцем Мігелем Еррерою, через який останній не потрапив в остаточну заявку на чемпіонат світу 1994 року в США. Під час поєдинку відбіркового турніру збірних Мексики та Гондурасу, Дольмо в одному з епізодів відмахнувся від Еррери, заліпивши йому ляпаса. Арбітр не побачив епізоду і залишив Флореса на полі, але Еррера вже в наступному епізоді грубим підкатом під обидві ноги «зрізав» Дольмо і був відразу ж вилучений. Розглядаючи даний епізод тренер мексиканців вирішив не включати Мігеля в остаточну заявку Мексики.

### Голи за збірну Гондурасу
| #   | Дата             | Місце                                      | Суперник   | Рахунок | Результат | Турнір                      |
| --- | ---------------- | ------------------------------------------ | ---------- | ------- | --------- | --------------------------- |
| 01. | 28 червня 1991   | Меморіал Колізей, Лос-Анджелес, США        | Канада     | 4:0     | 4:2       | Золотий кубок КОНКАКАФ 1991 |
| 02. | 5 липня 1991     | Меморіал Колізей, Лос-Анджелес, США        | Коста-Рика | 2:0     | 2:0       | Золотий кубок КОНКАКАФ 1991 |
| 03. | 8 листопада 1992 | Національний стадіон, Сан-Хосе, Коста-Рика | Коста-Рика | 2:1     | 2:3       | Кваліфікація ЧС-1994        |
| 04. | 8 червня 1994    | Куалькомм стедіум, Сан-Дієго, США          | Бразилія   | 2:5     | 2:8       | Товариський матч            |
| 05. | 26 січня 1997    | Національний стадіон, Сантьяго, Чилі       | Чилі       | 1:1     | 3:2       | Товариський матч            |
| 06. | 26 січня 1997    | Національний стадіон, Сантьяго, Чилі       | Чилі       | 3:2     | 3:2       | Товариський матч            |

## Досягнення
Командні
 «Олімпія»
- Чемпіон Гондурасу: 1987–88, 1989–90, 1992–93, 1995–96, 1996–97
- Володар Кубка Гондурасу: 1995, 1998
- Володар Суперкубка Гондурасу: 1997
- Володар Кубка чемпіонів КОНКАКАФ: 1988

Міжнародні
 Гондурас
- Срібний призер Золотого кубка КОНКАКАФ: 1991
- Переможець Кубка центральноамериканських націй: 1993

## Особисте життя
Дружину Флореса звуть Бренда. Дочка студентка Меланія Ясарет Дольмо Гутьєррес була застрелена разом зі своїм чоловіком, бізнесменом Ектором Амількаром Монтес Меоньєсом в Пуерто-Кортесі.